# Грядущий Борис Абрамович
Борис Абрамович Грядущий (25 вересня 1932 — 23 червня 2022) — український радянський організатор гірничої промисловості, науковець. Голова правління акціонерного товариства «Науково-дослідний інститут гірничої механіки імені М. М. Федорова», директор Донецького науково-дослідного вугільного інституту, Герой України. Доктор технічних наук, професор. Академік.

## Життєпис
Народився 25 вересня 1932 року в Дніпропетровську.
У 1956 році закінчив гірничо-механічний факультет Донецького індустріального інституту. Працював на виробництвах.
З 1974 по 1989 роки — начальник управління техніки безпеки Міністерства вугільної промисловості УРСР. Брав участь у ліквідації наслідків Чорнобильської катастрофи.

Могила Бориса Грядущого, Байкове кладовище

Голова правління акціонерного товариства «Науково-дослідний інститут гірничої механіки імені М. М. Федорова», директор Донецького науково-дослідного вугільного інституту.
Син — організатор гірничої промисловості, науковець Юрій Грядущий (нар. 1954).
Помер на 90-му році життя 23 червня 2022 року. Похований у колумбарії Байкового кладовища (50°25′2.78″ пн. ш. 30°30′10.85″ сх. д. / 50.4174389° пн. ш. 30.5030139° сх. д.).

## Нагороди
- Звання «Герой України» з врученням ордена Держави (27 серпня 2008) — за вагомий особистий внесок у зміцнення енергетичного потенціалу держави, багаторічну самовіддану шахтарську працю та з нагоди Дня шахтаря[3]
- Орден «За заслуги» II ст. (24 серпня 2012) — за вагомий особистий внесок у зміцнення енергетичного потенціалу держави, забезпечення сталої роботи вугільної промисловості, високий професіоналізм та з нагоди Дня шахтаря[4]
- Почесна відзнака Президента України (23 травня 1996) — за мужність і самовіддані дії у рятуванні людей і ліквідації пожежі на шахті імені О. Ф. Засядька[5]
- Заслужений шахтар України (3 липня 2002) — за вагомий особистий внесок у соціально-економічний та культурний розвиток регіону, високий професіоналізм та з нагоди 70-річчя утворення Донецької області[6]
- Державна премія Української РСР в галузі науки і техніки 1985 року — за створення і масове впровадження на вугільних шахтах Донбасу індивідуальних засобів безперервного автоматичного контролю метану[7] (у складі колективу)
- Відзнака Президента України — ювілейна медаль «20 років незалежності України» (19 серпня 2011)[8]